# Myiopagis subplacens
A Myiopagis subplacens a madarak (Aves) osztályának verébalakúak (Passeriformes) rendjébe és a királygébicsfélék (Tyrannidae) családjába tartozó faj.

## Rendszerezése
A fajt Philip Lutley Sclater angol ornitológus írta le 1862-ben, az Elainea nembe Elainea subplacens  néven.

## Előfordulása
Dél-Amerika északnyugati részén, Ecuador és Peru területén honos. Természetes élőhelyei a  szubtrópusi és trópusi síkvidéki és hegyi esőerdők, valamint száraz erdők és cserjések. Állandó, nem vonuló faj.

## Megjelenése
Testhossza 13 centiméter.

## Természetvédelmi helyzete
Az elterjedési területe elég nagy, egyedszáma viszont csökkenő, de még nem éri el a kritikus szintet. A Természetvédelmi Világszövetség Vörös listáján nem fenyegetett fajként szerepel.